# Robert Carr, 1:e earl av Somerset

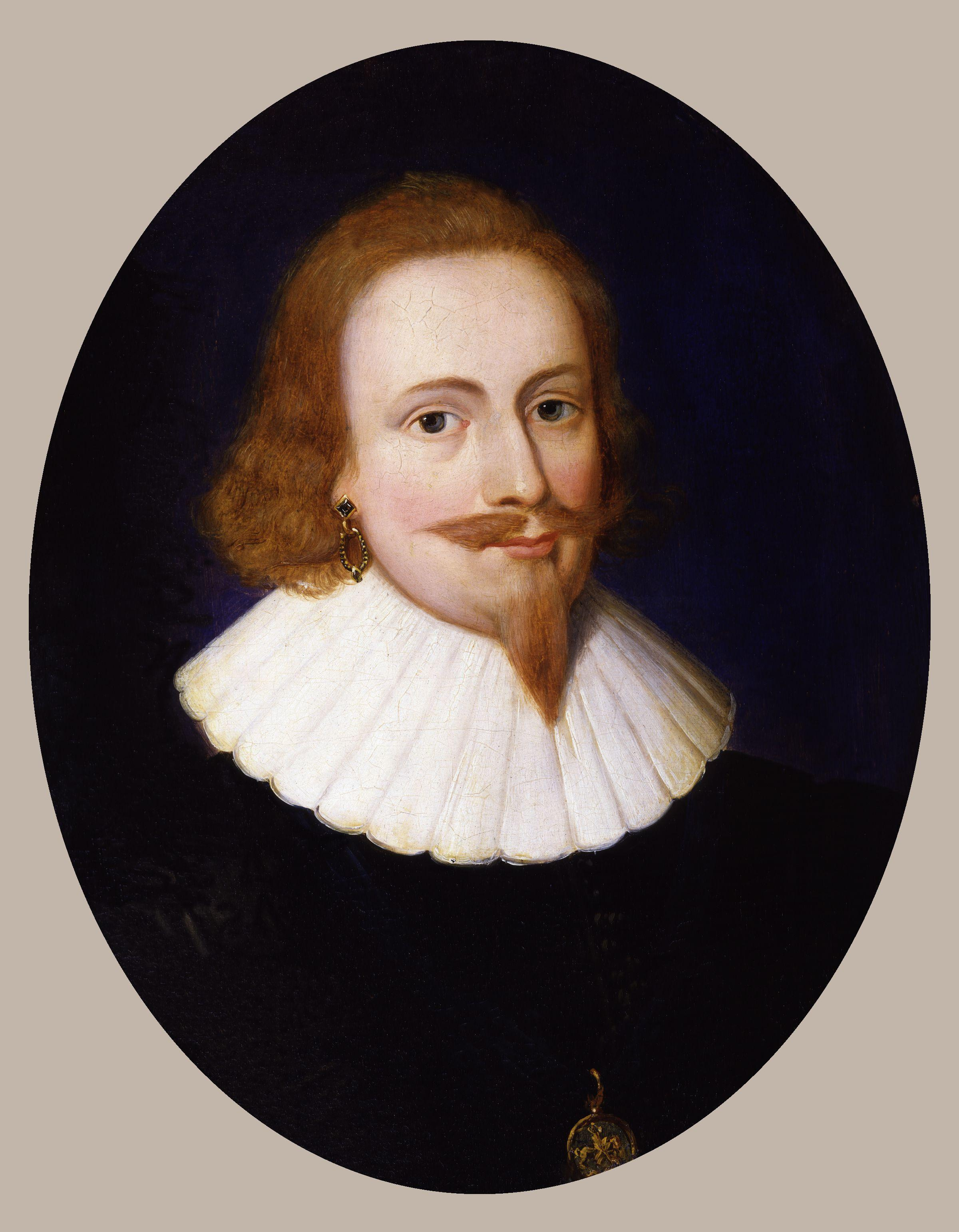
Robert Carr, earl av Somerset.

Robert Carr, 1:e earl av Somerset, född omkring 1587, död den 17 juli 1645, var en skotsk adelsman, gunstling till kung Jakob I av England.
Somerset tillhörde ätten Ker och åtföljde 1603 kung Jakob som page till England. Hans gunstlingskap kan dateras från 1607 och förskaffade honom snart titlar och rikedomar. 1611 upphöjdes han till viscount Rochester och 1613 till earl av Somerset. Samma år äktade han lady Essex, vilken för hans skull sökt och lyckats få sitt förra äktenskap förklarat ogiltigt. 
En engelsk adelsman, sir Thomas Overbury, hade under Somersets intriger med lady Essex till en början varit dennes förtrogne, men sedan strävat att hindra giftermålet, varför Somerset sökte göra honom oskadlig genom att låta insätta honom i Towern. Lady Essex lät där av hämnd ta honom av daga genom gift utan att det någonsin kunnat fullt utredas om Somerset var medbrottsling i detta dåd. 
Till en tid förblev det oupptäckt, och Somerset, som nu fullständigt blivit ett verktyg i händerna på det spanska partiet, blev 1614 lordkammarherre och hindrade genom sitt inflytande över kungen varje försoning mellan honom och parlamentet. Somerset, som personligen lär ha varit synnerligen obetydlig, fick vid denna tid en medtävlare om kungens gunst i George Villiers. 
De många fiender han skaffat sig förmådde dock ej störta honom förrän mordet på Overbury 1615 kom i dagen. Såväl han som hans maka ställdes då inför rätta, den senare överbevisades och dömdes till döden, men kung Jakob benådade dem bägge. 1622 lössläpptes Somerset ur fängelset; han tillbragte sin återstående levnad i obemärkthet. Frågan om Somersets delaktighet i mordet på Overbury är livligt omstridd i engelsk historieskrivning.